# Lac d'Echternach
Le lac d'Echternach est un lac artificiel créé au sud-ouest de la ville d'Echternach, à la fin des années 1970. 

## Histoire
Dans les années 1970, la ville d'Echternach souhaite aménager un lac artificiel à visée touristique. 
Il a nécessité la démolition de la villa de style baroque Löschenhaus en mai 1977 sur ordre du bourgmestre (Luxembourg) d'Echternach, Robert Schaffner, malgré des propositions des échevins de l'intégrer sur une île au milieu du lac et un vote du conseil communal en 1976 en faveur de la conservation du bâtiment. 
Ce cas sera à l'origine de la loi sur la protection du patrimoine du 18 juillet 1983.
En 1975, les vestiges de la villa romaine d'Echternach sont découverts durant l'excavation du lac.
Depuis 2023, la baignade est autorisée de mai à septembre dans des zones prédéfinies.

## Caractéristiques
Le lac occupe une superficie de 27 hectares.